# Capela Sfântul Gheorghe de la Castelul Windsor
Capela Sfântul Gheorghe (în engleză St George's Chapel) este capela regală din secolul al XV-lea, în stil gotic, a Castelului Windsor. Ea este dedicată Sfântului Gheorghe, sfântul patron protector al Angliei. Este în mod direct dependentă de autoritatea coroanei britanice, este capela oficială a Ordinului Jartierei și a fost ridicată în curtea inferioară a castelului Windsor.

## Istoric
În 1348 regele Eduard al III-lea al Angliei a înființat două noi colegii religioase: Sf. Ștefan la Westminster și Sf. Gheorghe la Windsor. Noul colegiu de la Windsor a fost atașat capelei sfântului Eduard Mărturisitorul construită de Henric al III-lea la începutul secolului al XIII-lea. Capela a fost apoi pusă sub patronajul Maicii Domnului, Sf. Eduard Mărturisitorul și Sf. Mucenic Gheorghe. 

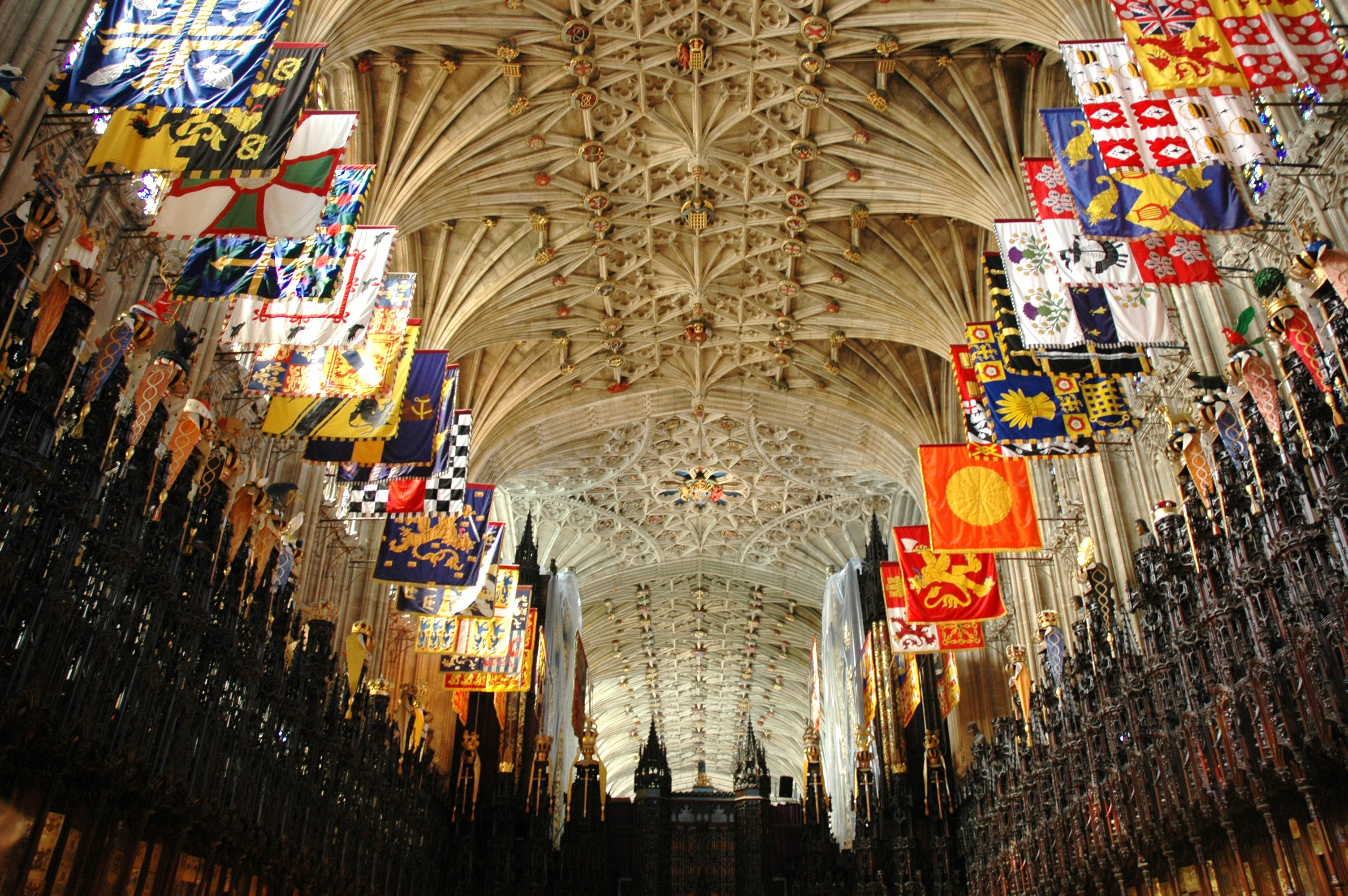
Bolta capelei

Capela Sfântul Gheorghe a devenit biserica-mamă a Ordinului Jartierei și în fiecare iunie are loc un serviciu special, la care participă membrii ordinului.
Perioada 1475-1528 a văzut o redezvoltare radicală a Capelei Sf. Gheorghe prin proiectele consilierului cel mai apreciat al regelui Henric al VII-lea, Sir Reginald Bray, care au fost puse în aplicare de Eduard al IV-lea și continuate de Henric al VII-lea și Henric al VIII-lea. Capela din secolul al XIII-lea a Sfântului Eduard Mărturisitorul a fost extinsă într-o mare capelă, de dimensiunile unei catedrale, sub supravegherea episcopului de Salisbury. Corul de la Capela Sf. George există și în ziua de astăzi, deși numărul total nu este fix și este mai apropiat de 20. Coriștii sunt educați la școala Sf. Gheorghe de la Castelul Windsor. 
Capela Sf. Gheorghe a fost o destinație populară pentru pelerini în perioada medievală târzie. Se presupunea că în capelă se găsesc câteva relicve importante: trupurile lui John Schorne și Henric al VI-lea al Angliei și un fragment al Crucii Adevărate ținut într-o relicvă numită Crucea lui Gneth. 
Capela a suferit o mare distrugere în timpul Războiului civil englez. După executarea sa în 1649, regele Carol I a fost îngropat într-o mică boltă din centrul corului de la Capela Sf. Gheorghe, care conținea și sicriele lui Henric al VIII-lea și Jane Seymour. Un program de reparație a fost întreprins la Capela Sf. Gheorghe după restaurarea monarhiei.
În timpul domniei reginei Victoria s-au adus alte modificări arhitecturii capelei. Capătul de est al corului a fost refăcut în devotamentul prințului Albert; Capela Doamnei, abandonată de Henric al VII-lea, a fost terminată; un mausoleu regal a fost finalizat sub Capela Doamnei; și un set de pași au fost construiți la capătul de vest al capelei pentru a crea o intrare ceremonială în clădire. În secolul XXI, Sf. Gheorghe găzduiește aproximativ 800 de persoane pentru servicii și evenimente.

## Nunți

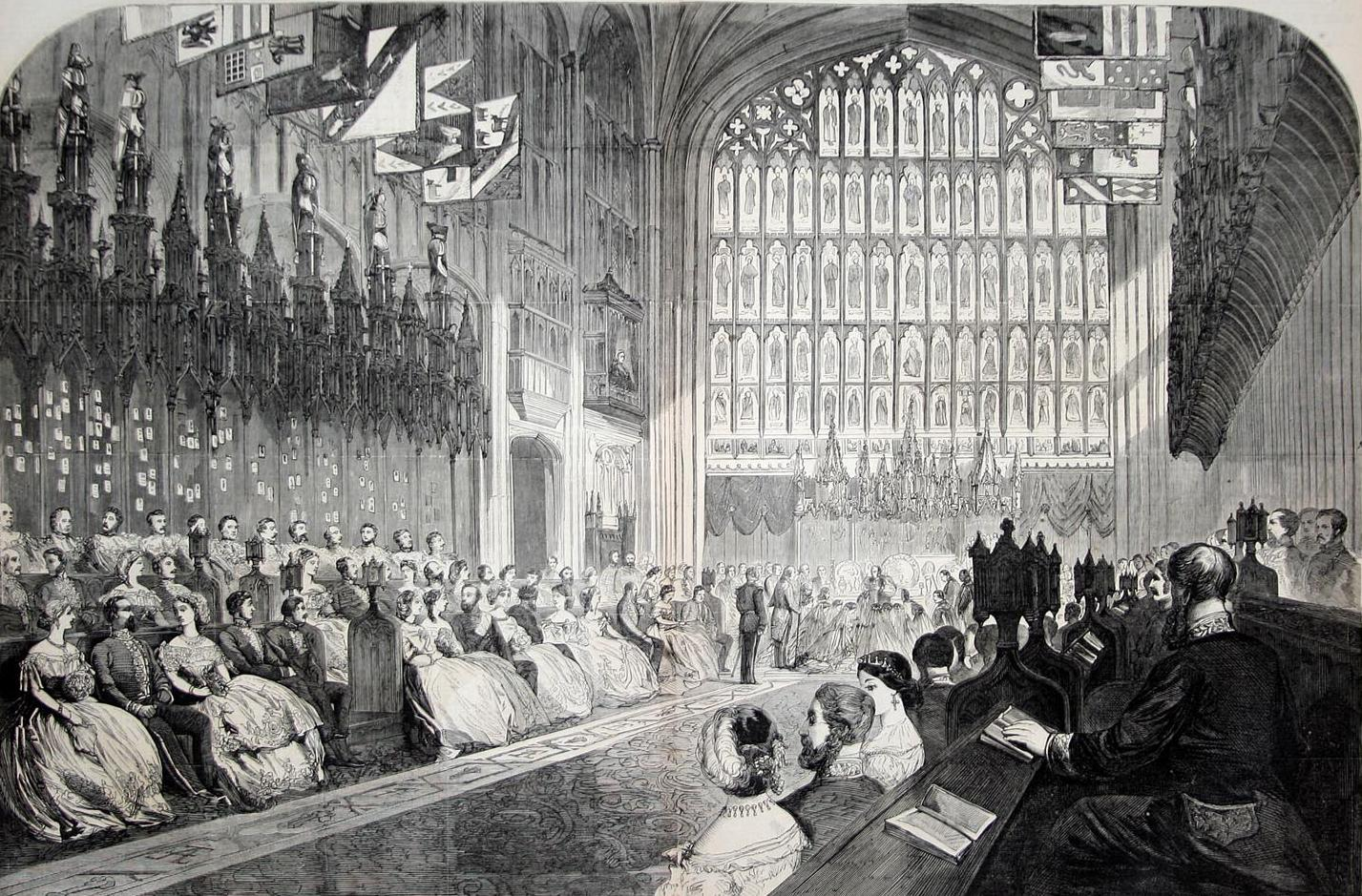
Nunta Prințului de Wales cu Alexandra a Danemarcei, 1863

Capela a fost locul numeroaselor nunți regale, în special ale copiilor reginei Victoria. Printre aceste nunți se numără:
- Prințul Albert Edward, Prinș de Wales și Prințesa Alexandra a Danemarcei în 1863
- Prințesa Helena și Prințul Christian de Schleswig-Holstein-Sonderburg-Augustenburg în 1866
- Prințesa Louise și Marchizul de Lorne în 1871
- Prințul Arthur, Duce de Connaught și  Prințesa Louise Margaret a Prusiei în 1879
- Prințesa Frederica de Hanovra și Luitbert von Pawel Rammingen în 1880
- Prințul Leopold, Duce de Albany și  Prințesa Helena de Waldeck-Pyrmont în 1882
- Prințesa Marie Louise de Schleswig-Holstein și Prințul Aribert de Anhalt în 1891
- Prințesa Alice și Prințul Alexander de Teck în 1904
- Prințesa Margaret de Connaught și Prințul Gustaf Adolf al Suediei în 1905
- Prințul Edward, Conte de Wessex și Sophie Rhys-Jones în 1999
- Prințul Charles, Prinț de Wales și Camilla Parker Bowles în 2005
- Peter Phillips și Autumn Kelly în 2008
- Prințul Henry de Wales și Meghan Markle în 2018

## Înmormântări
Capela a fost locul mai multor funeralii și înhumări regale. Printre persoanele înhumate aici se numără:

### Altar
- George Plantagenet, Duce de Bedford, la 22 martie 1479
- Mary de York, în 1482
- Eduard al IV-lea, rege al Angliei (1461–1470; 1471–1483), în 1483
- Henric al VI-lea, rege al Angliei (1422–1461; 1470–1471), în 1484
- sicriile a doi copii neidentificați sugerând a fi Prinții din Turn
- Elizabeth Woodville, soția regelui Eduard al IV-lea (1464–1483), la 12 iunie 1492
- Eduard al VII-lea, rege al Regatului Unit (1901–1910), la 20 mai 1910
- Alexandra a Danemarcei, soția regelui Eduard al VII-lea (1863–1910), la 28 noiembrie 1925

### Quire
- Jane Seymour, regină consort a Angliei, în 1537
- Henric al VIII-lea, rege al Angliei și Irlandei, în 1547
- Carol I, rege al Angliei, Scoției și Irlandei, în 1649

### Bolata regală
- Prințesa Amelia a Regatului Unit în 1810
- Prințesa Augusta a Marii Britanii în 1813
- Charlotte de Mecklenburg-Strelitz, regină consort a Regatului Unit, în 1818
- George al III-lea, rege al Regatului Unit, în 1820
- Prințul Eduard, Duce de Kent și Strathearn în 1820
- Prințul Alfred al Marii Britanii (reînmormântare) în 1820
- Prințul Octavius al Marii Britanii (reînmormântare) în 1820
- Prințesa Elizabeth de Clarence în 1821
- Prințul Frederick, Duce de York și Albany în 1827
- George al IV-lea, Regatului Unit, în 1830
- William al IV-lea, rege al Regatului Unit, în 1837
- Prințesa Augusta Sophia a Regatului Unit în 1840
- Adelaide de Saxa-Meiningen, regină consort a Regatului Unit, în 1849
- Prințul Adolphus, Duce de Cambridge (1774–1850) în 1930
- George al V-lea, rege al Hanovrei, în 1878
- Prințesa Mary Adelaide de Cambridge în 1897
- Francis, Duce de Teck în 1900
- Prințesa Frederica de Hanovra în 1926
- Prințul Adolphus, Duce de Cambridge (reînmormântare) în 1930
- Prințesa Augusta de Hesse-Cassel (reînmormântare) în 1930

### Apropierea Ușii de Vest
- George al V-lea, rege al Regatului Unit, în 1936
- Mary de Teck, regină consort a Regatului Unit, in 1953

### Capela memorială regele George VI
- George al VI-lea, rege al Regatului Unit (1895-1952), în 1952
- Prințesa Margaret, Contesă de Snowdon (cenușă), în 2002
- Elizabeth Bowes-Lyon, regină consort a Regatului Unit, în 2002
- Prințul Philip, Duce de Edinburgh, rege consort a Regatului Unit, soțul reginei Elisabeta a II-a (reînmormântare în 2022), în 2021
- Elisabeta a II-a, regină a Regatului Unit (1926-2022), în 2022

### Capela memorială Albert
- Prințul Leopold, Duce de Albany, în 1884
- Prințul Albert Victor, Duce de Clarence, în 1892

### Bolta Gloucester
- Prințul William Henry, Duce de Gloucester și Edinburgh, în 1805
- Maria, Ducesă de Gloucester și Edinburgh, în 1807
- Prințul William Frederick, Duce de Gloucester și Edinburgh, în 1834
- Prințesa Sophia de Gloucester, în 1844
- Prințesa Mary, Ducesă de Gloucester și Edinburgh, în 1857[3]